# José Froilán González

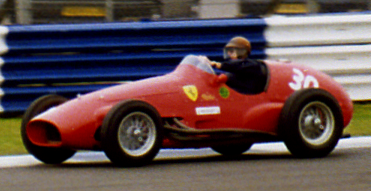
José Froilán González in een Ferrari

José Froilán González (Arrecifes, 5 oktober 1922 – aldaar, 15 juni 2013) was een
Argentijns autocoureur.
Hij reed tussen 1950 en 1960 zesentwintig Grands Prix Formule 1 voor de teams Maserati, Talbot-Lago, Ferrari en Vanwall. Hij zorgde voor de eerste overwinning van Ferrari in de Formule 1. González nam vier keer deel aan de 24 uur van Le Mans en won daarin samen met de Fransman Maurice Trintignant de wedstrijd in 1954 met een Ferrari 375. Hij overleed in Buenos Aires op de leeftijd van 90 jaar door een respiratoire insufficiëntie.

## Carrière
González begon zijn race carrière in 1948 met een paar races in Argentinië en hij werd al snel ontdekt door de grote teams in Argentinië die hem de kans gaven om in Europa te gaan racen.  Zijn eerste race in Europa was in 1949 maar hij begon pas echt te deelnemen in 1950, maar hij zou moeten wachten tot het midden 1950 voor zijn eerste podium terwijl hij wel al races in de hoogste raceklasse had gereden, Formule 1. Eind 1950 ging hij terug naar Argentinië met maar 2 podiums wat niet geweldig was, maar hij gaf niet op en begon terug te racen in de Temporada Argentina waar hij in 5 races 2 keer 2de werd en 2 keer won. De Europese teams merkte deze prestaties op en González ging terug naar Europa. Zijn eerste race toen hij in Europa aankwam werd hij direct 2de. Enzo Ferrari en zijn team merkte González op en ondanks zijn 2 races in Formule 1 dat jaar nog niet geweldig waren verlopen werd hij gekozen om voor Scuderia Ferrari te rijden. Het ging geweldig, zijn eerste race met Ferrari werd hij 2de en in zijn 2de Grand Prix met Ferrari won hij. Hij werd hierdoor de eerste winnaar met een Ferrari in een Grand Prix en ook in de volgende 3 races eindigde hij op het podium. Desondanks zijn eerste 2 Grand Prix hij geen punten scoorde werd hij toch 3de in het kampioenschap, 1 punt achter teamgenoot en race legende Ascari. In 1952 reed hij heel weinig races maar in zijn enige race dat jaar in de Formule 1 werd hij wel 2de. Hij reed dat jaar ook niet meer voor Ferrari maar voor Maserati. Gelukkig was 1953 wat beter hij behaalde 3 derde plaatsen in zijn 5 races in Formule 1, hij werd 6de. 1954 was zijn beste jaar hij ging terug naar Ferrari en won voor de 2de keer en haalde nog 4 podiums waardoor hij runner-up werd achter een geweldige Fangio die samen met Maserati en Mercedes domineerde. Hij was wel de beste Ferrari en in ander niet-kampioenschap races deed hij ook geweldig en won hij er 3. Dit jaar deed hij voor de 4de keer mee aan de 24 uur van Le Mans en hij kon deze samen met Maurice Trintignant winnen. Na dit hoogte jaar ging González minder races rijden hij behaalde hierna ook nog maar 1 podium in Formule 1 en in 1960 stopte hij definitief met racen.

## Resultaten

#### Formule 1 Resultaten
| Jaar | Team                      | Auto                | 1       | 2       | 3       | 4         | 5      | 6       | 7     | 8          | 9   | 10  | Pos.  | Punten          |
| ---- | ------------------------- | ------------------- | ------- | ------- | ------- | --------- | ------ | ------- | ----- | ---------- | --- | --- | ----- | --------------- |
| 1950 | Scuderia Achille Varzi    | Maserati 4CLT/48    | GBR     | MON DNF | 500     | ZWI       | BEL    | FRA DNF | ITA   |            |     |     | -     | 0               |
| 1951 | José Froilán González     | Talbot-Lago T26C-GS | ZWI DNF | 500     | BEL     |           |        |         |       |            |     |     | 3de   | 24 (27)         |
| 1951 | Scuderia Ferrari          | Ferrari 375         |         |         |         | FRA (2)^  | GBR1P  | DUI 3   | ITA 2 | SPA 2      |     |     | 3de   | 24 (27)         |
| 1952 | Officine Alfieri Maserati | Maserati A6GCM      | ZWI     | 500     | BEL     | FRA       | GBR    | DUI     | NED   | ITA 2*S    |     |     | 9de   | 6 1⁄2           |
| 1953 | Officine Alfieri Maserati | Maserati A6GCM      | ARG3    | 500     | NED3^   | BELDNF(S) | FRA 3  | GBR4S*  | DUI   | ZWI        | ITA |     | 6de   | 13 1⁄2 (14 1⁄2) |
| 1954 | Scuderia Ferrari          | Ferrari 625         | ARG3S   | 500     | BEL(4)^ |           | GBR1S* | DUI2^   | ZWI2P | ITA3S^/DNF | SPA |     | 2de   | 251⁄7 (269⁄14)  |
| 1954 | Scuderia Ferrari          | Ferrari 553         |         |         |         | FRA DNF   |        |         |       |            |     |     | 2de   | 251⁄7 (269⁄14)  |
| 1955 | Scuderia Ferrari          | Ferrari 625         | ARG2P^  | MON     | 500     | BEL       | NED    | GBR     | ITA   |            |     |     | 17de  | 2               |
| 1956 | Officine Alfieri Maserati | Maserati 250F       | ARGDNF  | MON     | 500     | BEL       | FRA    |         |       |            |     |     | -     | 0               |
| 1956 | Vandervell Products Ltd.  | Vanwall VW 2        |         |         |         |           |        | GBRDNF  | DUI   | ITA        |     |     | -     | 0               |
| 1957 | Scuderia Ferrari          | Lancia-Ferrari D50  | ARG5^   | MON     | 500     | FRA       | GBR    | DUI     | PES   | ITA        |     |     | 21ste | 1               |
| 1960 | Scuderia Ferrari          | Ferrari Dino 246    | ARG10   | MON     | 500     | NED       | BEL    | FRA     | GBR   | POR        | ITA | VST | 44ste | 0               |

#### 24 uur van Le Mans
| Jaar | Team                | mede-coureur        | Auto                           | Klasse | Pos. | Pos. in klasse |
| ---- | ------------------- | ------------------- | ------------------------------ | ------ | ---- | -------------- |
| 1950 | Automobiles Gordini | Juan Manuel Fangio  | Simca-Gordini T15S Compresseur | S 3.0  | DNF  | DNF            |
| 1951 | Henri Louveau       | Onofre Marimón      | Talbot-Lago T26 GS             | S 5.0  | DNF  | DNF            |
| 1953 | Scuderia Lancia     | Clemente Biondetti  | Lancia D20 Compressor          | S 8.0  | DNF  | DNF            |
| 1954 | Scuderia Ferrari    | Maurice Trintignant | Ferrari 375 Plus               | S 5.0  | 1ste | 1ste           |